# Herrenhaus Carlsburg

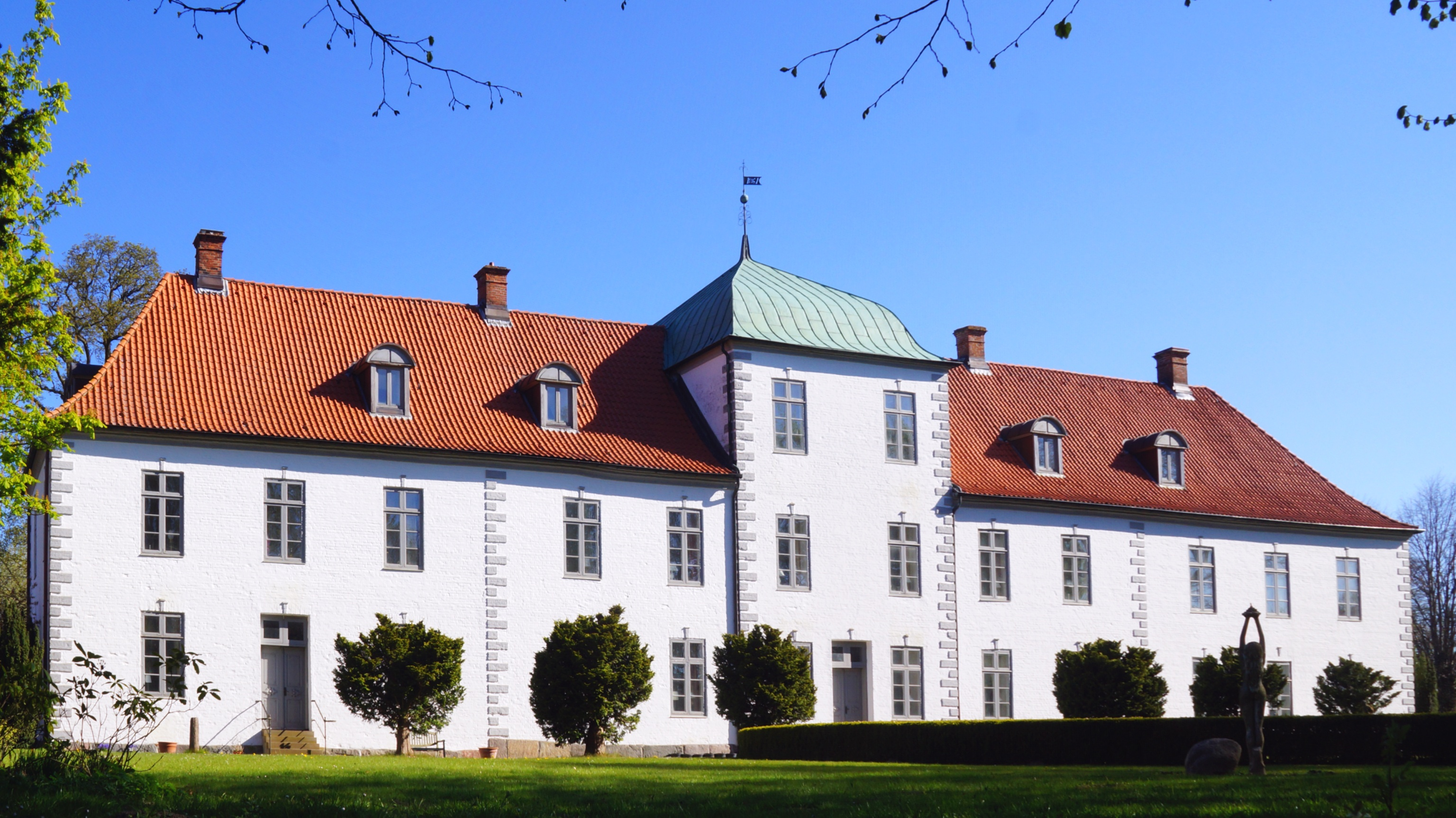
Südfassade vom Herrenhaus Carlsburg am Mühlenholzer Weg in Karlsburg

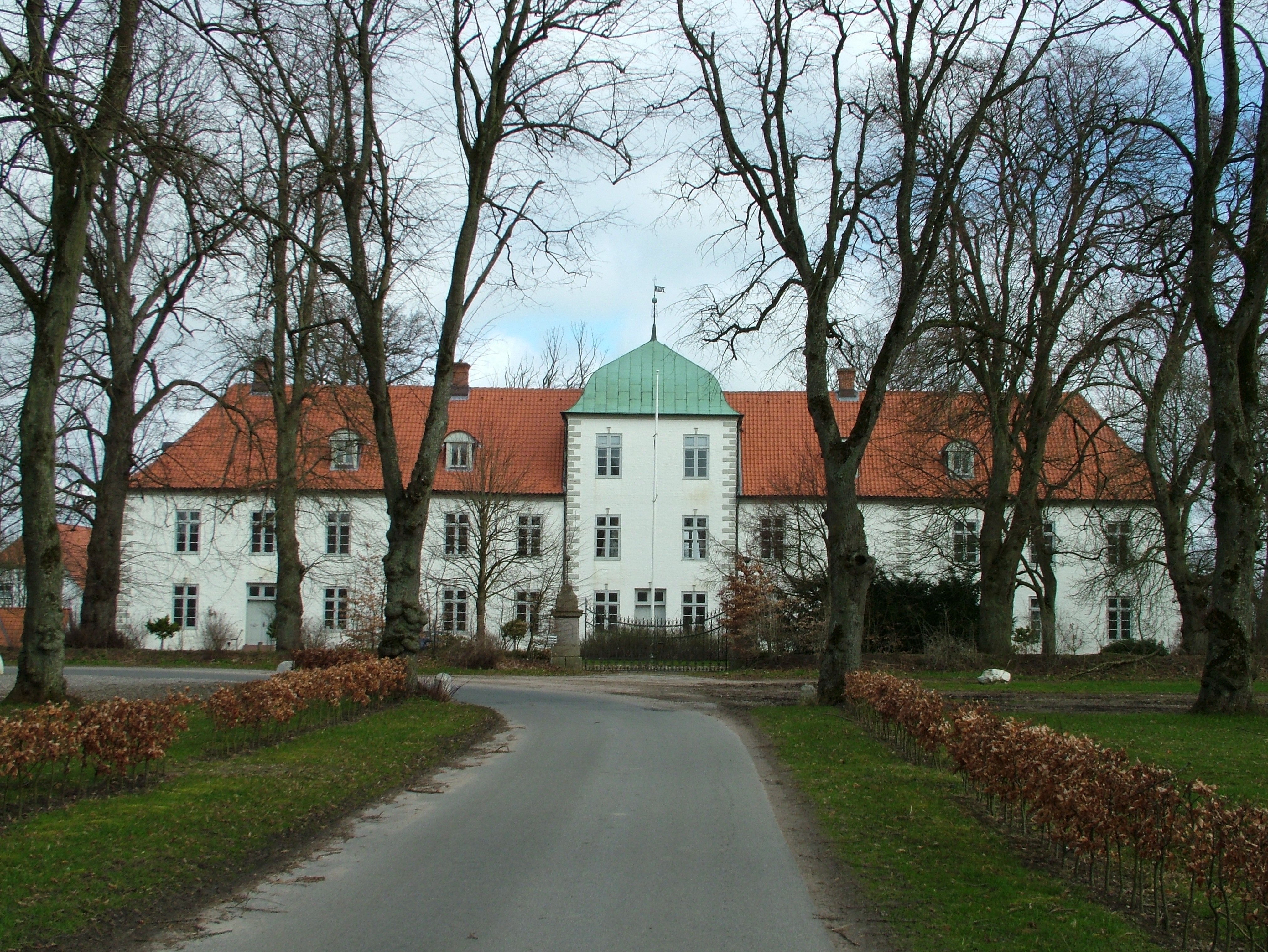
Das Herrenhaus Carlsburg, Blick auf die Südfassade

Das Herrenhaus Carlsburg (oder heute auch Karlsburg) ist das bedeutendste Gebäude innerhalb einer Gutshofanlage  mit mehreren Bauwerken in der Siedlung Karlsburg, bereits 1335 als Gereby erwähnt und 1807 in Karlsburg umbenannt.  Das Herrenhaus Carlsburg gehört als Mittelpunkt des einstigen Adligen Guts Gereby (benannt nach der früheren Ansiedlung) zu  den wesentlichen Kulturdenkmalen  der Gemeinde Winnemark im Amt Schwansen im nördlichen Schleswig-Holstein. Das auch als Schloss Carlsburg bekannte Gebäude war unter anderem im Besitz der Herzöge von Schleswig-Holstein-Sonderburg-Glücksburg und befindet sich heute in Privatbesitz. Es handelt sich um ein Landschloss mit Festsaal, 25 Wohnungen, mehreren Büros und einem Café.

## Geschichtlicher Überblick

### Vom 16. bis zum 18. Jahrhundert
Das Gut in der Nähe der Schlei ging aus dem Dorf Gereby hervor, das 1539 in den Besitz der Familie Rantzau gelangte. Unter dem ersten Gutsherren Cai Rantzau wurde das Dorf weitgehend abgebrochen und stattdessen ein großer Wirtschaftshof angelegt, als dessen Mittelpunkt ein burgartiges, befestigtes Herrenhaus errichtet wurde. Das Gut blieb nur zwei Generationen im Besitz der Rantzaus, dann wurde es 1586 an ein Mitglied der Familie Ahlefeld veräußert. Durch Erbgänge oder Verkäufe wechselten die Besitzer in der Folgezeit, von 1598 bis 1671 gehörte das Gut der Familie Rathlow. Während des Dreißigjährigen Krieges und auch während des sogenannten Polackenkriegs wurde das Gut ausgeplündert. Von 1671 bis 1785 gehörte es der Familie von Brömbsen. Um 1720 wurde auf dem Gut ein neues Herrenhaus errichtet und ein großer barocker Garten angelegt. Zum Ende des 18. Jahrhunderts gelangte das Gut an Karl von Hessen-Kassel, der im nahen Schleswig auf Schloss Gottorf als Statthalter Schleswig-Holsteins residierte. Unter seiner Herrschaft wurde 1790 die Leibeigenschaft auf Gereby aufgehoben und die Ländereien parzelliert und weitgehend verpachtet.

### Vom 19. Jahrhundert bis zur Gegenwart
1826 wurde das Gut nach dem neuen Besitzer in Carlsburg umbenannt und das Herrenhaus im selben Jahrzehnt umgebaut. Es diente in dieser Zeit vorwiegend der Unterbringung des Pächters, des Försters und anderer Mitglieder des verbliebenen Gutsbezirks, nur selten wurde es durch die Familie des Landgrafen genutzt. Durch einen Erbgang gelangte das Herrenhaus im Laufe des 19. Jahrhunderts in den Besitz des herzoglichen Hauses Schleswig-Holstein-Sonderburg-Glücksburg und verblieb in der Folgezeit in deren Besitz.
Während des Zweiten Weltkriegs beherbergte das Haus ausgebombte Flüchtlinge aus Kiel, nach dem Krieg wurden die verbliebenen Ländereien verpachtet und die herzogliche Familie gründete im nicht weit entfernten Herrenhaus Louisenlund 1949 ein Internat. Das Carlsburger Herrenhaus wurde der Stiftung 1951 als Wohnort der unteren Schulstufen zugeführt und behielt diese Funktion mehrere Jahrzehnte. Das Herrenhaus ging später an eine therapeutische Einrichtung über und diente der stationären Rehabilitation Suchtkranker. Die Gesellschaft ging 2005 in Insolvenz. Nach einer Zeit des Leerstands wurde das Gebäude an einen dänischen Käufer veräußert und befindet sich heute in Privatbesitz. Der einstige Gutshof befindet sich noch immer im Besitz der alten Pächterfamilie. 
Schloss und Park sind nicht öffentlich zugänglich und nur begrenzt von außen zu besichtigen.

## Das Herrenhaus und der Park

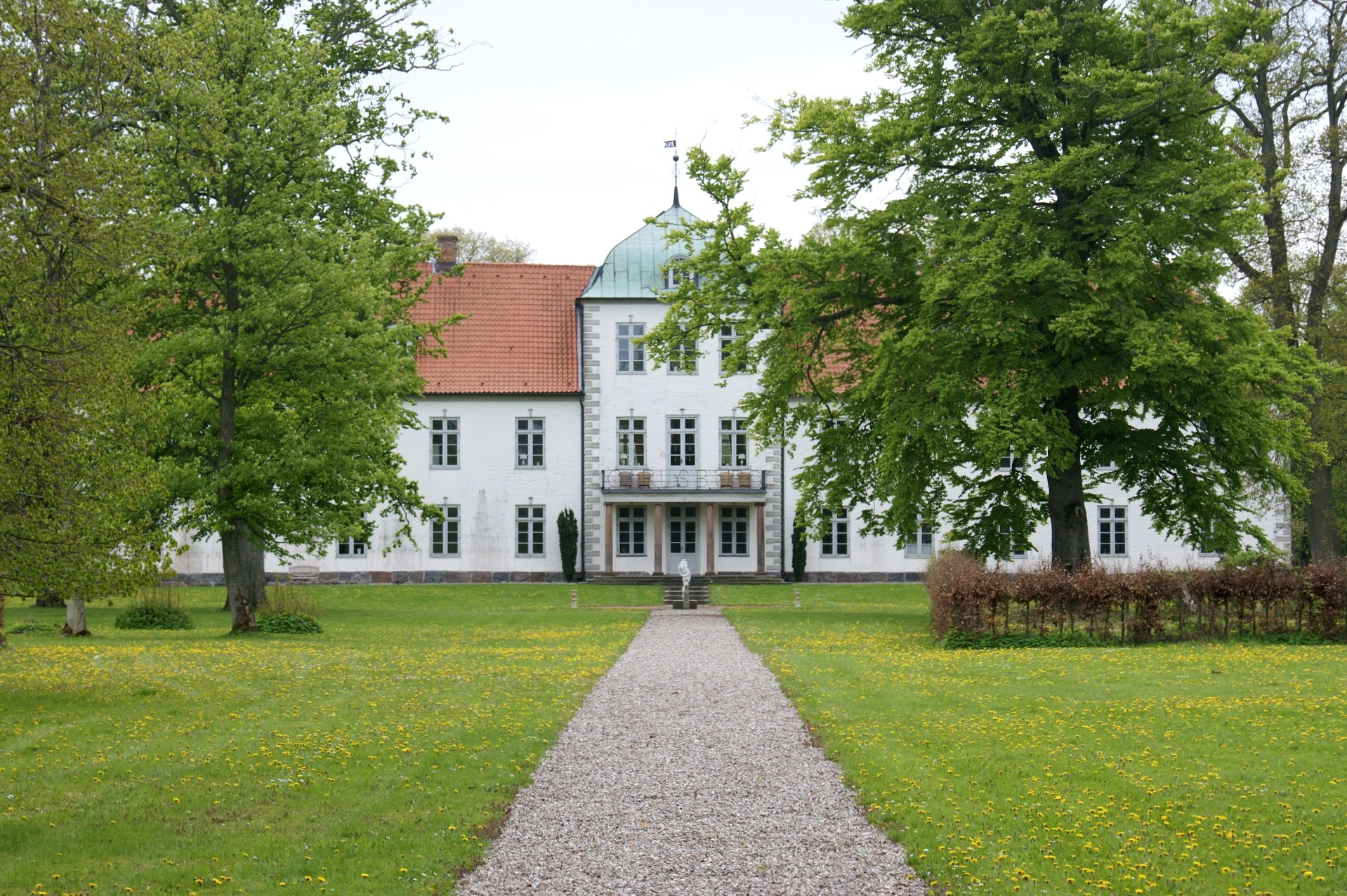
Blick durch den Park auf die Gartenfassade des Herrenhauses

Das Herrenhaus wurde im Laufe der Jahrhunderte mehrfach umgebaut, erweitert und Teile wieder abgebrochen. Es entstammt im Kern noch dem Bau von 1720 bis 1727. Das heute aus einem schlichten,  langen Baukörper bestehende Gebäude besaß einst zwei südliche Flügel, die im 19. Jahrhundert abgebrochen wurden. Die heutige Gestalt des Schlosses ist das Ergebnis des Umbaus ab 1822. Es handelt sich um einen breiten Bau von zwölf Fensterachsen mit einem turmartigen Mittelrisalit, der bis 1853 durch eine Laterne bekrönt war. Der Gesamteindruck der Carlsburg ähnelte damit in Aufbau und Proportionen dem Südflügel des Gottorfer Schlosses, der Residenz Karl von Hessen-Kassels. Die herzogliche Familie erwog 1876, das Carlsburger Herrenhaus durch zwei nördliche Flügel und zwei Treppentürme in den Gebäudewinkeln zu erweitern, die Pläne wurden jedoch nie umgesetzt. Im Inneren hat sich nur wenig der Ausstattung eines Landschlosses erhalten, im Obergeschoss hat sich als bedeutendster Raum des Hauses ein Festsaal im Stil der Régence erhalten.
Mit dem Neubau des Herrenhauses wurde nördlich des Baus ein großzügiger Garten im Stil des Barock angelegt. Der Garten in direkter Nähe des Hauses bestand aus großen, mit Blumenmustern bepflanzten Parterres und einer zentralen Sichtachse, die durch eine Allee gegliedert wurde und 500 Meter in die Ferne führte. Der barocke Garten wurde im 19. Jahrhundert in einen Landschaftspark umgestaltet, die Mittelallee von 1737 blieb allerdings unangetastet und ist bis heute weitgehend erhalten.

## Anwesen um das Herrenhaus
Neben vier weiteren Wohnhäusern gibt es innerhalb der Gutshofanlage noch wirtschaftliche Nebengebäude wie Pferdestall, Grillhaus und Werkstattgebäude, sowie ca. 3.650 m² an Wohn- und Nutzflächen, Parkanlage und Pferdekoppel. Das Gutshofanwesen hat eine Grundstücksfläche von 82.454 m² und besitzt eine 650 m lange, nicht öffentliche Zufahrt überwiegend auf eigenem Grund und Boden vom Köllnerfeld über die Karlsburger Alle (mit sehr altem Baumbestand) zum Herrenhaus.